# Alassane Diallo
Alassane Diallo (Bamako, 19 febbraio 1995) è un ex calciatore maliano, di ruolo centrocampista.

## Caratteristiche tecniche
È un centrocampista centrale.